# The Boxer Rebellion
The Boxer Rebellion es una banda indie internacional formada en Londres alrededor del 2001, compuesta por Nathan Nicholson, nativo de Tennessee (vocalista, guitarra, teclado), Andrew Smith (guitarra principal y coros) y los ingleses Adam Harrison (bajo) y Piers Hewitt (batería). Cuentan con 6 álbumes de estudio, así como un álbum recopilatorio B-Sides & Rarities Collection, Vol. 1 & 2 (2012) y varios EP. El tercer álbum de estudio, The Cold Still (2011) fue producido y mezclado por Ethan Johns en los Real World Studios de Peter Gabriel. 
Después de un parón en 2018, volvieron en 2024 con el EP Open Arms y dos pequeñas giras en Europa en 2023 y 2025, año en el que volvieron a tocar en prestigiosos festivales como el Pinkpop.

## Historia

### Primeros años: Inception y EP homónimo de debut (2000-2004)
En el año 2000, el cantante Nathan Nicholson dejó su ciudad natal de Maryville, Tennessee tras la muerte de su madre y se mudó a London. Nicholson contactó al guitarrista Todd Howe a través de una publicación en línea para los músicos, que dio lugar a la creación de una sólida amistad y los inicios de una banda.
Pronto atrajo la atención del baterista Piers Hewitt, quien recién se había graduado en la Escuela de Música de Londres. Su primer proyecto fue conocido como Slippermen. Rob Loflin, amigo de Nicholson de Tennessee, tocó el bajo en las primeras sesiones antes de alejarse de la banda, siendo reemplazado por el actual bajista Adam Harrison, quien se graduó de la Escuela de Música de Londres, junto con Hewitt. Como Slippermen produjeron un sencillo y un EP, "Lens" y The Traveler, respectivamente, pero tuvieron poco éxito comercial.
Después de renombrarse como The Boxer Rebellion y con una revisión masiva en su sonido volvieron a trabajar su conjunto y comenzaron la construcción de una base de seguidores.
Teloneros de última hora en el London Astoria de súper grupo de rock A Perfect Circle el 2 de octubre de 2003, así como para Lenny Kravitz en el Wembley Arena el 7 de julio de 2004 y The Cooper Temple Clause les llevó a un mayor conocimiento en la prensa musical del Reino Unido que culminó en características generalizadas en revistas tales como Kerrang, The Fly y TNT. 
Como resultado de la competición PlayLouder, en junio de 2003, la banda tocó en el Glastonbury New Bands antes de Keane. Poco después de esta aparición firmaron con Alan McGee y su malograda compañía discográfica Poptones.
Su primer sencillo "Watermelon" fue publicado por Poptones el 4 de octubre de 2003 Contaba con tres canciones, incluyendo "The New Heavy", que salió en su LP de debut Exits. La banda grabó el EP homónimo The Boxer Rebellion EP que incluía las mismas canciones que el sencillo "Watermelon" con dos nuevas incorporaciones, "Code Red" y "In Pursuit", las cuales serían publicadas como sencillos más tarde. El EP fue producido por Pete Hoffman y masterizado por Ray Staff.
Tras el lanzamiento de su EP debut, la banda estaba lista para iniciar una gira con The Killers. Sin embargo, mientras estaba de gira con The Raveonettes, Nicholson cayó gravemente enfermo con el apéndice reventado, que requirió 5 horas de cirugía y meses de recuperación obligándolos a cancelar la inminente gira.

### Exits(2005–2008)
Después de tres sencillos tras su EP debut, su primer álbum de larga duración, Exits, fue estrenado el 2 de mayo de 2005. Watermelon, visto como sonido característico de la banda, apareció en la banda sonora de The Football Factory soundtrack (junto con Razorlight, The Libertines, y The Buzzcocks).
El álbum fue producido por Mark Robinson y Chris Sheldon en The Bunker Studios y Jacobs Studios respectivamente.
Exits recibió excelentes críticas de la prensa musical del Reino Unido con reseñas y artículos en publicaciones de amplio tiraje incluyendo The Sun, Rock Sound, NME y Kerrang.
Dos semanas después de que el álbum fuera lanzado el sello Poptones se vino abajo, dejando a la banda sin una discográfica, lo que se anunció en un concierto en el ICA, el 16 de mayo. Ellos han estado sin contrato desde entonces.
La banda siguió financiando sus propios conciertos y presentaciones en todo el Reino Unido y el continente europeo. Continuaron siendo teloneros para artistas como los Editors, Lenny Kravitz y Gary Numan, sin dejar de escribir y grabar.
Su música se puede escuchar en la segunda aventura en moto de Ewan McGregor y Charley Boorman, Long Way Down.
La banda lanzó su primer vídeo musical "World Without End" en 2005.

### Union(2009–2011)
La banda lanzó su álbum de larga duración con fondos propios, Union el 14 de septiembre de 2009. Fue lanzado exclusivamente a través de iTunes con el primer sencillo "Evacuate" (anteriormente una edición limitada en vinilo lanzada en 2008) presentada en "iTunes single of the week". En los primeros 5 días de su lanzamiento, Union alcanzó el puesto n.º 4 en el top 100 de iTunes UK, y alcanzó el n.º 2 en la lista alternativa (solo superados por Kings of Leon con el álbum Only by the Night de 2008). El álbum fue lanzado en formato físico a nivel mundial en agosto de 2009.
Ellos fueron la primera banda en asociarse con HMV en el Reino Unido para elaborar, promocionar y distribuir el álbum como banda independiente debido al hecho de que la banda no podía permitirse el lujo de hacer "Union" en CD, por lo que la única forma fue el formato digital.
La banda lanzó el primer video musical de Union para la canción "Broken Glass", originalmente reservado como una pista adicional en el álbum, pero utilizada como clip promocional varios meses antes del lanzamiento del álbum. El primer sencillo de Union fue la canción "Evacuate", también dada a conocer con un video.
Su canción "Semi-Automatic", del álbum Union, apareció en el show de CW One Tree Hill el 21 de septiembre de 2010 ("I Can't See You, But I Know You're There") así como en un episodio de Human Target ("A Problem Like Maria") en Fox, el 5 de enero de 2011.
Debido a la falta de una copia física en 2009, Union no pudo entrar en las listas oficiales de Reino Unido basándose en las descargas a pesar del hecho de la gran cantidad de las mismas, situación que logró una cobertura mediática en NME, The Daily Telegraph, y The Evening Standard. Esto llevó a la banda a convertirse en la primera en la historia en entrar en la lista de álbumes Billboard con una publicación solamente digital.
Canciones The Boxer Rebellion han aparecido en una serie de episodios de televisión, anuncios y películas, incluyendo NCIS, de Fox Human Target, Royal Pains de USA Network y WWE Raw, el 24/7 de HBO, un anuncio de un auto Buick titulado Power, Ghost Whisperer de la CBS y Accidentally on Purpose, The CW One Tree Hill, 2010 Scream Awards de Spike TV, Huge y Lincoln Heights de la cadena ABC Family, la serie de televisión Grey's Anatomy de la ABC, la película de 2004 The Forgotten, la película independiente de 2010 Flying Lessons, y la película de 2010 Going the Distance. La canción "Spitting Fire", también apareció en la película de 2011 The Art of Getting By.
La banda tuvo un lugar destacado en la película de 2010 Going the Distance. "Evacuate" y "Spitting Fire" tocadas en Union, así como la canción original, "If You Run", escrito específicamente para el final de la película. La película fue estrenada el 3 de septiembre de 2010. La canción Spitting Fire también apareció en la película The Art of Getting By.
En diciembre de 2009, el álbum The Boxer Rebellion, Union fue nombrado como el Mejor Álbum Alternativo de 2009 por los editores de iTunes (US).
En 2010, la banda se presentó en el South by Southwest, un festival anual de música, cine y conferencia interactiva celebrada en Austin, Texas. Fueron galardonados como Mejores Hombres de Negro por la revisión en línea de la revista SPIN magazine's online review. 
Piers Hewitt actualmente realiza un programa de radio semanal en una estación de radio Phoenix FM. También dirige su propio "blog" personal "blog (enlace roto disponible en Internet Archive; véase el historial, la primera versión y la última)." dedicado a escribir sobre la vida en la carretera y reflexiones personales acerca de la industria de la música.
El reconocido comediante británico Simon Pegg declaró en 2010 en la revista Q Magazine que es un fan de la banda, comparando su sonido con 'el gran indie Sigur Ros’.
En la conclusión de su US tour 2010, anunciaron el título y lista de canciones de su nuevo álbum The Cold Still que se publicará en febrero de 2011. Muchas de las canciones de este próximo álbum fueron mostrados durante la gira de 2010 de los EE. UU.

### The Cold Still(2011–2012)
The Cold Still fue lanzado en los EE. UU. el 1 de febrero de 2011 en iTunes y está disponible en CD en todo el mundo. El álbum estuvo disponible en iTunes y en tiendas selectas de música en el Reino Unido y Europa el 7 de febrero de 2011.
El álbum también fue hecho disponible exclusivamente en iTunes por un mes después del lanzamiento. El álbum debutó en iTunes en el puesto #24 con una posición máxima en el #20, los primeros 9 días en la cartelera general de iTunes en los EE. UU.
La banda hizo su debut en televisión el 2 de febrero de 2011, en Late Show with David Letterman de CBS, donde tocaron el sencillo "Step Out of the Car" en vivo. La nueva canción de The Boxer "Both Sides are Even" se usó en Grey's Anatomy de ABC  el 3 de febrero de 2011.
Desde el lanzamiento de The Cold Still, la banda ha tenido varias colocaciones de música, incluyendo dos en la industria de los videojuegos. "Step Out Of The Car" de The Cold Still se sigue utilizando en el juego Rocksmith de 2011 y composición original "Losing You" fue escrito exclusivamente para la banda sonora del juego Batman: Arkham City. Además "Caught By The Light" fue utilizado en la serie dramática Nikita. 
También en 2011, la banda lanzó su primer disco en directo de larga duración Live In Tennessee. Fue grabado y mezclado por Ben McAmis y contó con 16 pistas de un solo concierto.
El 10 de octubre de 2011, la banda canceló su gira por América del Norte, diciendo que "Debido a la tragedia personal que tenemos hemos tomado una decisión difícil, pero necesaria para cancelar nuestras próximas presentaciones en México, Canadá y los Estados Unidos." Ellos vuelven a programar una gira por América del Norte que abarca los EE. UU., Canadá y México durante 7 semanas entre abril y mayo de 2012.
La banda tocó en el festival Austin City Limits en el escenario AMD el 14 de octubre de 2012.  Este fue el último concierto que la banda tocó en 2012.
Este album es considerado de gran calidad por los críticos, llegando a describirse como "un álbum maduro y extremadamente bien ejecutado."

### B-Sides And Rarities Collection, Vol. 1 & 2yPromises(2012–2013)
El 7 de noviembre de 2012, la banda anunció el lanzamiento de su volumen doble B-Sides & Rarities Collection, Vol. 1 & 2, que contiene las pistas que habían sido grabadas previamente, pero no estaban incluidas en las versiones iniciales de sus álbumes de estudio. El volumen uno está centrado en el material antes y alrededor del debut de la banda, Exits, y el volumen dos en pistas que se incluyen o que se publicaron en torno y después de Union, así como algunas rarezas que fueron cortadas o pistas adicionales que se incluyeron como The Cold Still. La colección de dos volúmenes está disponible para descarga solo en las principales tiendas de música en línea.  
La banda terminó de grabar su cuarto álbum de estudio, Promises, a finales del mes de febrero de 2013. El video musical del primer sencillo del álbum, "Diamonds," fue lanzado el 26 de marzo. El álbum lanzado el 14 de mayo, con una gira de verano que cubre ciertas zonas de América del Norte, y una única fecha en Londres, Reino Unido en octubre. Es el propio sencillo, Diamons, la canción que más repercusión ha obtenido comercialmente, siendo su canción con más escuchas en plataformas como Spotify, y obteniendo certificaciones y buena presencia radiofónica en los Países Bajos.

### Periodo posterior a 2013 - Actualidad
En abril de 2014, Todd Howe anunció que dejaba la banda para irse a vivir a Estados Unidos con su mujer, imposibilitándole el poder estar más a tiempo completo con la banda, e incorporándose Andrew Smith como nuevo guitarra solista. De esta forma, y con la nueva formación en marcha, en abril de 2016 se publicó el álbum Ocean by Ocean. Respecto al sonido de la banda, hubo una transición del sonido crudo y sucio de Todd a un sonido un poco más claro, comercial y abierto de Smith. Aun así, el nuevo album obtuvo también buena respuesta de los fans, siendo varios singles de este album de los más escuchados en plataformas digitales. 
A comienzos de 2018 se publicó su sexto álbum de estudio, Ghost Alive. Con un tono más suave y acústico que el resto de entregas, este es a día de hoy el último álbum publicado del grupo, ya que en el propio 2018, la banda anunció un parón indefinido como agrupación, no sin antes realizar la gira pertinente al nuevo álbum.
Tuvieron que pasar más de 5 años para la vuelta de la banda, con un EP titulado Open Arms (2023) y una pequeña gira por Europa para celebrar su vuelta. En 2025 repitieron la gira con características similares, así como acudiendo a varios prestigiosos festivales, como el Pinkpop en Países Bajos.

## Estilos musicales e influencias
The Boxer Rebellion surgió en las postrimerías de la era musical británica dominada por Oasis y Radiohead formando parte de una escena más reciente de bandas británicas añadiendo un elemento de post-rock a las listas de rock. El primer sencillo de la banda "Watermelon" fue recibida con gran entusiasmo por la prensa musical británica con la revista The Fly describiendo a la banda como "los actuales Bright Young Things de Britrock, sonando como una mezcla burbujeante de la mezcla de The Cooper Temple Clause con la ventaja añadida de melodías de Verve-esque y la locura Music-esque’. Kerrang Magazine en 2009 recomendó la banda para los fanes de Muse y Biffy Clyro, el último de los cuales apoyó a The Boxer Rebellion en el Reino Unido durante el año 2004. La revista Q describió su álbum Union como "aroma de The Bends y Radiohead’. Stereoboard declaró a la banda como "una clara inspiración en el reciente éxito de bandas como The Nacional y British Sea Power".
Todd Howe, guitarrista principal de la banda es conocido por ser un ávido fanático de Frank Zappa teniendo en su posesión más de 36 de sus discos.

## Cine y TV/Videojuegos/Comerciales

### TV
- NCIS - Caught By The Light
- Human Target - Semi-Automatic
- Grey's Anatomy - Both Sides Are Even, New York, You Belong To Me & Dream
- Royal Pains - Doubt
- One Tree Hill - Both Sides Are Even & Semi-Automatic
- 24/7 - Both Sides Are Even
- Ghost Whisperer - Spitting Fire
- Huge - Soviets
- CSI: New York - Locked in The Basement
- A Gifted Man - Both Sides Are Even
- Nikita - Caught By The Light
- The Vampire Diaries - Code Red & Dream
- The Originals - "Promises"
- The Forgotten - Silent Movie
- Accidentally on Purpose - Soviets
- Lincoln Heights - Soviets
- Being Human - Both Sides Are Even
- Long Way Down - Semi-Automatic

### Películas
- Going the Distance - If You Run, Spitting Fire & Evacuate
- The Art of Getting By - Spitting Fire
- Flying Lessons - Flashing Red Light Means Go

### Videojuegos
- Rocksmith - Step Out Of The Car
- FIFA Football 2004 - "Watermelon"
- Batman: Arkham City - "Losing you"

### Comerciales
- Buick "Power" commercial - "Spitting Fire"

### Bandas sonoras
- Batman: Arkham City - "Losing You"
- Going the Distance - "If You Run" & "Spitting Fire"
- Long Way Down - "The Gospel Of Goro Adachi"

## Discografía

### Álbumes de estudio
- 2005: Exits (CD [poptones/mercury 986979-7], Promo CD BOXERCJ3, iTunes)
- 2009: Union (CD [TBR001CD only for sale @ live gigs/ TBR002CD w/opendisc], iTunes) US No. 82[33] UK No. 144[34]
- 2011: The Cold Still UK No. 70[35]
- 2013: Promises
- 2016: Ocean by Ocean
- 2018: Ghost Alive

### Álbumes en vivo
- 2009: iTunes Live from London (iTunes exclusive)
- 2011: Live in Tennessee
- 2014: Live At The Forum

### EP
- 2003: The Boxer Rebellion EP (500 only of which 100 signed by the band in gold)
- 2004: "Work In Progress" [promo]
- 2024: Open Arms

Referencias:

### Sencillos
- 2003: "Watermelon" (CD, 1000 only/Promo CD MC5084SCD/7", 4 only) UK No. 187[37]
- 2004: "In Pursuit" (CD Poptones/universal MC5088SCD/Promo CD poptones MC5088SCDP/7" Poptones MC5088S) UK No. 57[38]
- 2004: "Code Red" (CD/Promo CD BOXERCJ1/7" Poptones/Mercury 986700-2) UK No. 61[38]
- 2005: "All You Do Is Talk" (Descarga/Promo CD)
- 2007: "Broken Glass" (Descarga Gratuita)
- 2008: "JFKFC" (Free Download)
- 2008: "The Rescue" (Descarga Gratuita)
- 2008: "Don't Drag Your Dirty Feet" (Descarga Gratuita)
- 2008: "Evacuate"  (Descarga Gratuita/7" AMAK002, 500 only)
- 2009: "Flashing Red Light Means Go"
- 2011: "Step Out Of The Car"  (TBR006SV 7" Vinyl + descarga digital iTunes solo)
- 2011: "The Runner" (US)[39]
- 2011: "No Harm"
- 2013: "Diamonds" NL: #25
- 2013: "Keep Moving"
- 2014: "Promises"
- 2014: "Always"

### Compilaciones
- 2012: B-Sides & Rarities Collection, Vol. 1 & 2 (download albums)

### Álbumes de bandas sonoras
- Batman: Arkham City - "Losing You"
- Going the Distance - "If You Run" & "Spitting Fire"
- Long Way Down - "The Gospel Of Goro Adachi"